# Henry Stöhr
Henry Stöhr, född den 1 juni 1960 i Reichenbach im Vogtland, Tyskland, är en östtysk och senare tysk judoutövare.
Han tog OS-silver i herrarnas tungvikt i samband med de olympiska judotävlingarna 1988 i Seoul.